# الثورة الدبلوماسية

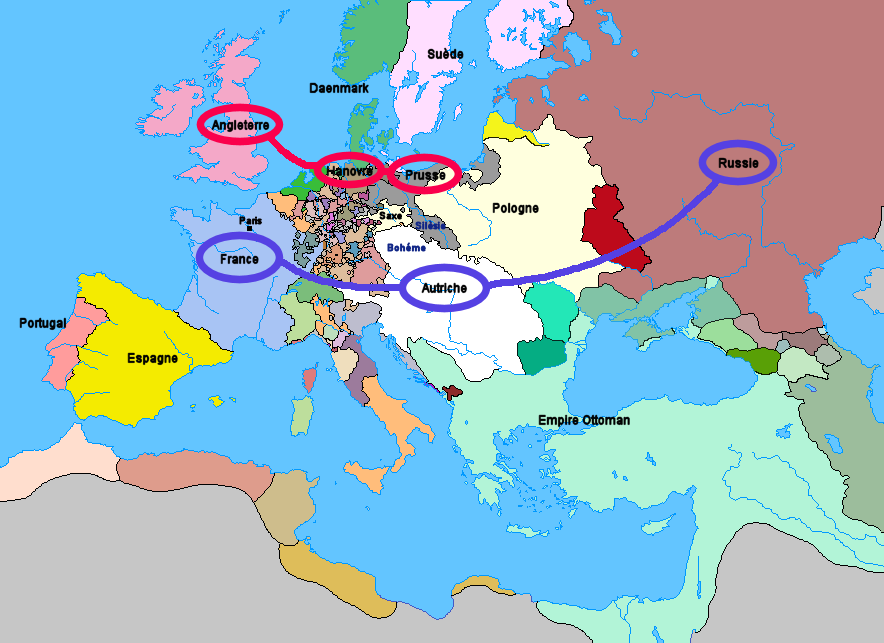

الثورة الدبلوماسية سنة 1756، وهي انعكاس للتحالفات القديمة في أوروبا بين حرب الخلافة النمساوية وحرب السنوات السبع. تحولت النمسا من حليف لبريطانيا إلى حليف لفرنسا، في الوقت الذي أصبحت فيه بروسيا حليفة لبريطانيا. كان السياسي فينزل أنتون فون كاونيتز، أمير كاونتر-ريتبرغ، هو الدبلوماسي النمساوي المُشارك في الثورة والأكثر نفوذًا فيها.
كان التغيير جزءًا من الرقصة الرباعية الجليلة، وهي نمط دائم التغير للتحالفات التي استمرت طوال القرن الثامن عشر، وللجهود المبذولة من أجل الحفاظ على أو قلب ميزان القوى الأوروبية.

## الخلفية

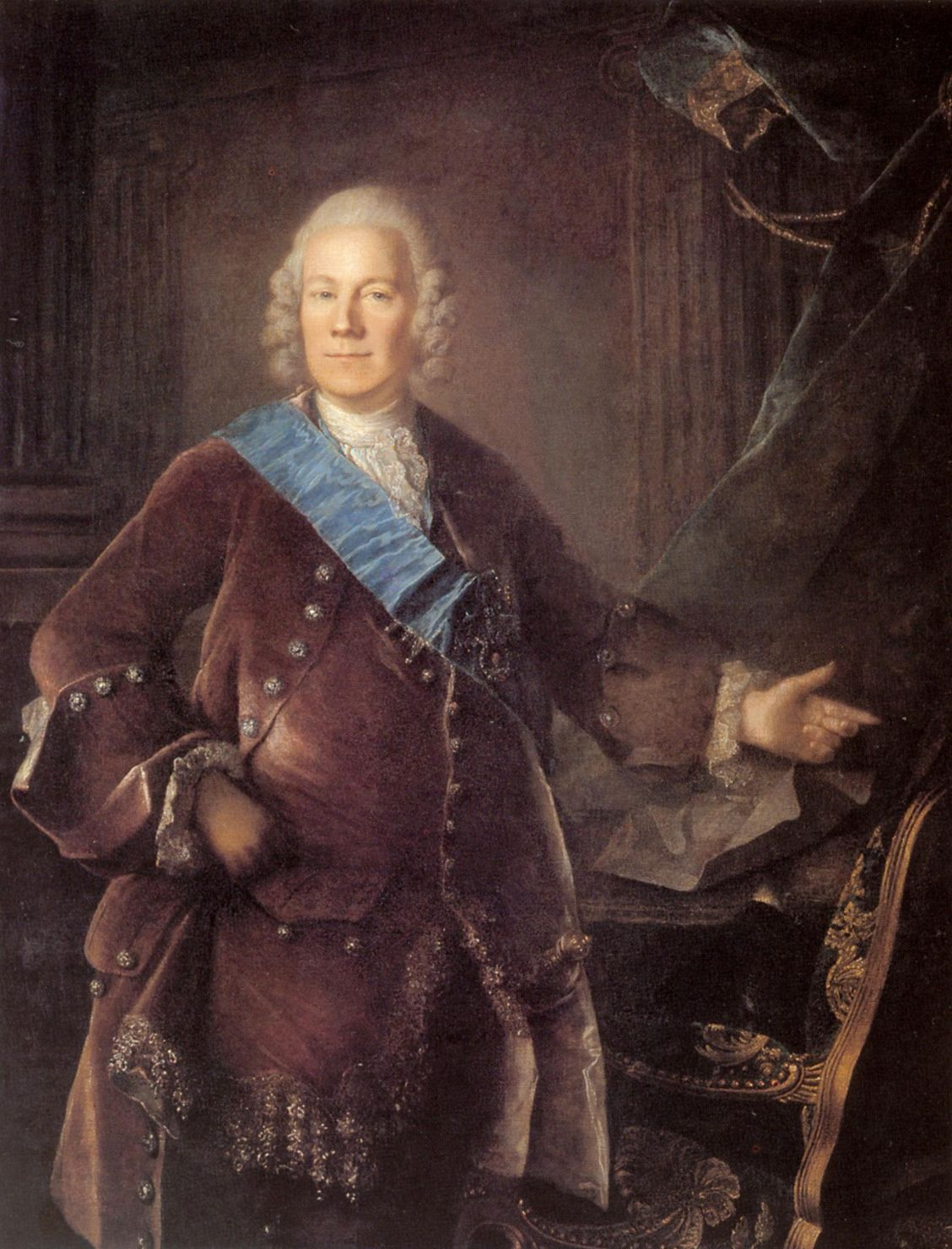
صورة لأليكسي بيستوجيف-ريومين (1693-1768)

نجم التغيير الدبلوماسي عن الفصل بين مصالح النمسا وبريطانيا وفرنسا. ترك السلام الذي حققته معاهدة إكس لا شابيل بعد حرب الخلافة النمساوية في عام 1748، النمسا على دراية بالثمن الباهظ الذي دفعته لجعل بريطانيا حليفةً لها. دافعت النمساوية ماريا تيريزا عن مطالبتها بعرش هابسبورغ، بل وتزوجت من فرانسيس ستيفن، الذي تُوج إمبراطورًا في عام 1745. ومع ذلك، فقد اضطرت للتخلي عن منطقة قيمة في هذه العملية، إذ تخلت تحت الضغط الدبلوماسي البريطاني عن معظم لومبارديا، ولكنها احتلت بافاريا. أجبرها البريطانيون أيضًا على التنازل عن بارما إلى إسبانيا، والأهم من ذلك، التخلي عن منطقة سيليزيا القيمة للاحتلال البروسي.
استولى فريدرش العظيم خلال الحرب على سيليزيا في بروسيا، على إحدى أراضي التاج البوهيمي، وقد أدى هذا الاستحواذ إلى تقدم بروسيا بصفتها قوة أوروبية عظيمة، والتي تشكل الآن تهديدًا متزايدًا للأراضي الألمانية في النمسا، ولوسط أوروبا بأكمله.
رحب البريطانيون بنمو دولة بروسيا، وهو أمرٌ خطير بالنسبة للنمسا، إذ رأوا هذا النمو بمثابة وسيلة لموازنة القوة الفرنسية والحد من النفوذ الفرنسي في ألمانيا، الذي ربما قد نما استجابةً لضعف بروسيا.

## اتفاقية وستمنستر
أوضحت نتائج حرب الخلافة النمساوية أن بريطانيا لم تعد تعتبر النمسا قوية بما يكفي لمواجهة القوة الفرنسية، لكنها كانت راضية عن بناء دول أصغر مثل بروسيا. ولذلك، وافق كلًا من بريطانيا وبروسيا في اتفاقية وستمنستر (16 يناير عام 1756) على أن بريطانيا لن تساعد النمسا في تجدد الصراع لصالح سيليزيا، إذا وافقت بروسيا على حماية هانوفر، عاصمة ولاية ساكسونيا السفلى الألمانية، من القوة الفرنسية. إذ كانت حماية هانوفر مهمة لبريطانيا لأنها كانت ملكًا لملكها جورج الثاني ملك بريطانيا العُظمى (الذي وُلد وتربى بين أعضاء القاعدة الانتخابية). شعرت بريطانيا أنه مع قوة بروسيا المتزايدة، ستكون أكثر قدرة من النمسا في الدفاع عن هانوفر.
وفي الوقت نفسه، كانت النمسا مُصممة على استعادة سيليزيا، وهكذا وجد الحليفان نفسيهما مع مصالح متضاربة. اعترفت ماريا تيريزا بعدم جدوى التحالف المتجدد مع بريطانيا، ومن ثم وضعت لواء النمسا مع فرنسا، التي يمكن أن تحل محل بريطانيا بصفتها حليفًا قيمًا. عرفت ماريا تيريزا أنه بدون حليف قوي مثل فرنسا، فإنها لا يمكن أن تأمل في استعادة سيليزيا من فريدريك.

## معاهدة فرساي الأولى (1 مايو عام 1756)
أرسلت ماريا تيريزا وزير السياسة الخارجية الكونت فينزل أنتون فون كاونيتز، إلى فرنسا لتأمين تحالف يُمكّن النمسا من استعادة سيليزيا. تقرّب فينزل أنتون فون كاونيتز من مدام دي بومبادور، عشيقة لويس الخامس عشر، وذلك من أجل التدخل في المفاوضات الجارية. ومع ذلك، فقد أثبت لويس الخامس عشر أنه رافض لأي معاهدة قدمها فينزل أنتون فون كاونيتز. تطلب تماشي لويس مع النمسا عدوانًا متجددًا بين فرنسا وبريطانيا.
علاوةً على ذلك، لم تعد فرنسا من أملاك هابسبورغ، إذ تمكن فريدريك الثاني من إنهاء احتمالية سيطرة هابسبورغ الألمانية على الأراضي الفرنسية. ولذلك، لم تعد فرنسا تعتبر النمسا تهديدًا مباشرًا، بل ودخلت معها في تحالف دفاعي.
أبرم وزراء لوي الخامس عشر فينزل أنتون فون كاونيتز معاهدة فرساي الأولى (1 مايو عام 1756)، وذلك استجابةً لاتفاقية وستمنستر، إذ اتفق فيها الطرفان على الحفاظ على موقف الحياد، وتقديم 24 ألف جنديًا في حال دخول أيًا منهما في نزاع مع طرف ثالث.

## معاهدة فرساي الثانية (1 مايو عام 1757)
بدأ الدبلوماسيون التابعين لماريا تيريزا، بعد تأمين حفاظ فرنسا على موقف الحياد، في تشكيل تحالف مناهض لبروسيا بشكل نشيط.
نبهت أعمال النمسا فريدريك الثاني، الذي قرر القيام بالضربة الأولى من خلال غزو ساكسونيا، وذلك بدءًا من حرب السنوات السبع (1756 - 1763). هدفت تصرفات فريدريك إلى تخويف روسيا من خلال دعم النمسا، وقد شكّل كلاهما تحالفًا دفاعيُا في عام 1746.
أغاظ فريدريك الثاني أعداءه من خلال غزو ساكسونيا. أرسلت روسيا، تحت إشراف إليزابيث إمبراطورة روسيا، 80 ألف جنديًا إضافيًا إلى النمسا.
وقعت فرنسا والنمسا، بعد مرور عام على توقيع معاهدة فرساي الأولى، تحالف هجومي جديد، وهو معاهدة فرساي الثانية في 1 مايو عام 1757.
وعدت النمسا فرنسا، بهولندا النمساوية، ولكن في المقابل استقبلت ماريا تيريزا مدينة بارما، و129 ألف جنديًا فرنسيًا، بل ووعدت فرنسا بتقديم 12 مليون فرد كل عام حتى تُعاد سيليزيا إلى النمسا.

## النتيجة
نتيجةً لذلك، واجهت بريطانيا وروسيا، كلًا من النمسا وفرنسا وروسيا، وعلى الرغم من انعكاس التحالفات، استمرت العداوات الأساسية: بروسيا ضد النمسا، وبريطانيا ضد فرنسا.
انتهت الحرب بانتصار بريطانيا وبروسيا، وذلك بمساعدة معجزة آل براندنبورغ، وسيطرة بريطانيا على البحار، بل وتكللت بالنجاح خلال عام انوس ميرابيليس (سنة العجائب) (1759).
لم تنجح فرنسا والنمسا وحلفاؤهم الأوروبيون في النهاية من تحقيق أهدافهم.
ومع ذلك، أثبت التحالف الأنجلو البروسي أنه لم يدم طويلًا، لأن بريطانيا سحبت الدعم المالي والعسكري لبروسيا في عام 1762؛ وقد تحالفت بروسيا لاحقًا مع روسيا.
ترك حل التحالف والظهور البارز بريطانيا دون أي حلفاء عندما اندلعت الحرب الاستقلال الأمريكية.